# Bataille de Sezawa
La bataille de Sezawa (瀬沢の戦い) a eu lieu le 9 mars 1542 dans la province de Shinano au Japon. Elle oppose les forces de Takeda Shingen aux forces combinées des daimyos de la province de Shinano (Ogasawara Nagatoki, Suwa Yorishige, Murakami Yoshikiyo et Yoshiyasu Kiso). Ceux-ci ont rassemblé environ 12 000 hommes mais Takeda remporte la victoire avec seulement 3 000 guerriers et prend le contrôle de la province de Shinano en 1553. Il y a environ 3 000 morts du côté des forces de Shinano contre 500 pour celui de Takeda Shingen.